# Hiromi Suzuki
Hiromi Suzuki (Japans: 鈴木博美, Suzuki Hiromi) (Chiba, 6 december 1968) is een voormalige Japanse langeafstandsloopster, die gespecialiseerd was in de marathon. Ze werd tweemaal Japans kampioene op de 10.000 m. Ze nam tweemaal deel aan de Olympische Spelen, zonder bij die gelegenheden in de prijzen te vallen.

## Loopbaan
Hiromi Suzuki werd in 1995 en 1996 Japans kampioene op de 10.000 m. De tweede maal liep ze een persoonlijk record van 31.19,40. Op de wereldkampioenschappen van 1995 in Göteborg behaalde ze een achtste plaats in 31.54,01. Op de Olympische Spelen van 1996 in Atlanta werd ze zestiende.
Begin 1996 maakte Suzuki op de marathon van Osaka haar marathondebuut, waar ze als tweede finishte in een persoonlijke recordtijd van 2:26.27. In 1997 werd ze eveneens tweede op de marathon van Nagoya en kwalificeerde zich daarmee voor het wereldkampioenschap. Dit kampioenschap werd in Athene in grote hitte gelopen. Suzuki liep op het 28 kilometerpunt Manuela Machado voorbij en won de wedstrijd in 2:29.48.

## Titels
- Wereldkampioene marathon - 1997
- Japans kampioene 10.000 m - 1995, 1996

## Persoonlijke records
Baan
| Onderdeel | Prestatie | Datum        | Plaats  |
| --------- | --------- | ------------ | ------- |
| 3000 m    | 9.21,92   | 1987         |         |
| 5000 m    | 15.30,43  | 25 juli 1999 | Sapporo |
| 10.000 m  | 31.19,40  | 9 juni 1996  | Osaka   |

Weg
| Onderdeel      | Prestatie | Datum           | Plaats  |
| -------------- | --------- | --------------- | ------- |
| halve marathon | 1:10.33   | 18 juli 1999    | Sapporo |
| marathon       | 2:26.27   | 28 januari 1996 | Osaka   |

## Palmares

### 3000 m
- 1992:  Gugl Internationales in Linz - 9.23,25
- 1992:  '92 Toto Tokyo International Super Meet in Tokio - 9.10,32

### 5000 m
- 1996:  Nambu Meeting in Sapporo - 15.35,18
- 1999:  Nambu Meeting in Sapporo - 15.30,43

### 10.000 m
- 1992:  Hyogo Relay Carnival in Kobe - 32.02,41
- 1992:  Japanse kamp. in Tokio - 32.14,04
- 1992: 18e in serie OS - 34.29,64
- 1994:  Hyogo Relays in Kobe - 32.34,04
- 1994: 4e Japanse kamp. in Tokio - 32.06,42
- 1995:  Japanse kamp. in Tokio - 31.43,41
- 1995: 8e WK - 31.54,01
- 1996:  Japanse kamp. in Osaka - 31.19,40
- 1996: 16e OS - 32.43,39
- 1997:  Japanse kamp. in Tokio - 31.28,66

### 5 km
- 1998:  Shizuoka Sunpu - 16.33

### 10 km
- 1987:  Sanyo Women's in Okayama - 34.19
- 1997:  Ome Road Race - 34.06
- 1998:  Ome-Hochi - 34.26
- 2000:  Ome - 33.10

### 10 Eng. mijl
- 1997:  Kasumigaura - onbekende tijd
- 1999:  Kasumigaura - 55.58
- 2000:  Kasumigaura - 56.49
- 2001:  Kasumigaura - 1:01.04

### halve marathon
- 1992: 8e halve marathon van Yamaguchi - 1:12.19
- 1994:  halve marathon van Kyoto - 1:12.19
- 1999: 5e halve marathon van Sapporo - 1:10.33
- 1999:  halve marathon van Abashiri - 1:17.37
- 2000:  halve marathon van Siem Reap - 1:15.03
- 2001:  halve marathon van Abashiri - 1:13.27

### marathon
- 1996:  marathon van Osaka - 2:26.27
- 1997:  marathon van Nagoya - 2:29.36
- 1997:  WK in Athene - 2:29.48
- 1999: 9e marathon van Tokio - 2:31.29

1983 Grete Waitz ·
1987 Rosa Mota ·
1991 Wanda Panfil ·
1993 Junko Asari ·
1995 Manuela Machado ·
1997 Hiromi Suzuki ·
1999 Jong Song-ok ·
2001 Lidia Şimon ·
2003 Catherine Ndereba ·
2005 Paula Radcliffe ·
2007 Catherine Ndereba ·
2009 Bai Xue ·
2011 Edna Kiplagat ·
2013 Edna Kiplagat ·
2015 Mare Dibaba ·
2017 Rose Chelimo ·
2019 Ruth Chepngetich ·
2022 Gotytom Gebreslase ·
2023 Amane Beriso Shankule
- World Athletics: 14351119